# 奥拉宁堡大街

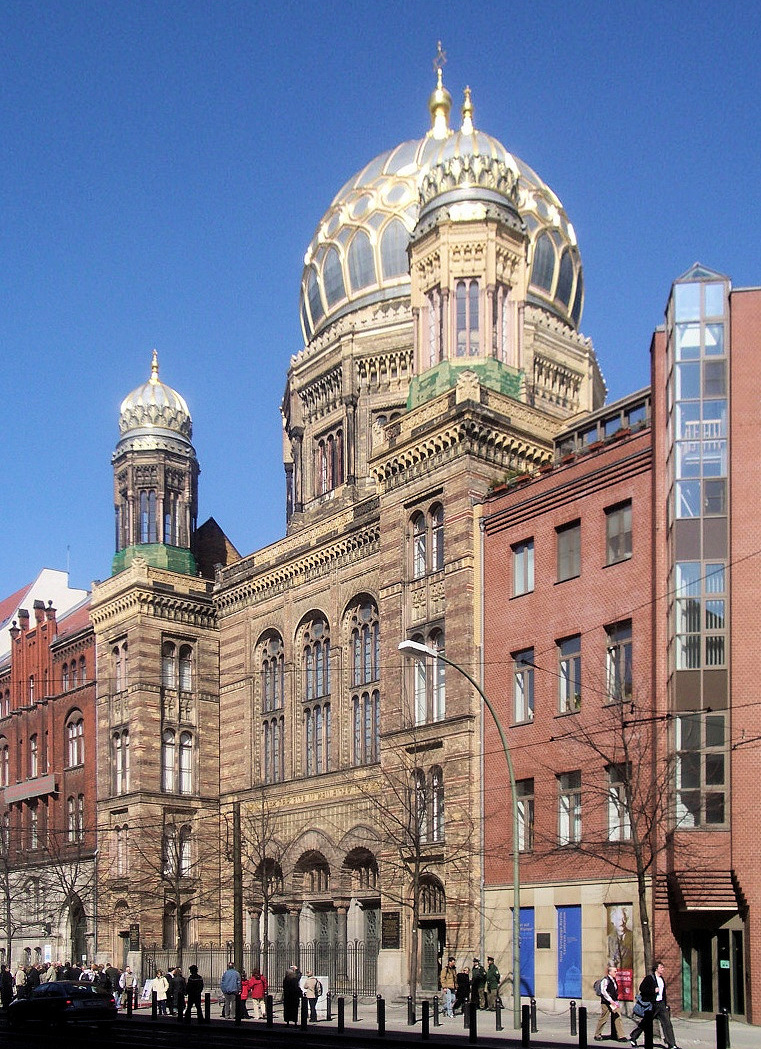
奥拉宁堡大街的柏林新犹太会堂

奥拉宁堡大街（Oranienburger Straße）是德国首都柏林市中心米特区的一条街道，位于施普雷河以北，从腓特烈大街向东南方延伸到哈克市场。靠近其东南端与大汉堡大街的交叉路口。在19世纪和20世纪初，这里是柏林主要的犹太区。这里有许多从前犹太居民的纪念物，包括犹太学校，孤儿院，老年之家和墓地的遗址。所有这些设施都在纳粹统治时期关闭，这一地区的大多数犹太人居民被驱逐到设在被占领的波兰的灭绝营。
还原前面部分的犹太教堂重新开放于1995年作为一个博物馆和犹太社区中心。
奥拉宁堡大街上最著名的建筑是柏林新犹太会堂，1866年落成时是柏林最大的犹太会堂。1938年水晶之夜，由于当地警官威廉Krützfeld采取行动，这座犹太会堂得以免遭纳粹破坏。1943年被盟军轰炸摧毁大半，1958年，德意志民主共和国政府拆除了大部分废墟。1995年，恢复的前部重新开放，用作犹太社团中心和博物馆。
52°31′31″N 13°23′28″E / 52.52528°N 13.39111°E